# Малинецкий, Георгий Геннадьевич
Георгий Геннадьевич Малинецкий (род. 3 февраля 1956, Уфа) — советский и российский математик, доктор физико-математических наук, профессор, действительный член Академии военных наук, заведующий отделом математического моделирования нелинейных процессов Института прикладной математики (ИПМ) им. М. В. Келдыша РАН.
Один из ведущих специалистов в России в области синергетики, управления рисками и проектирования будущего, автор более 800 научных трудов и более 100 научно-популярных статей. Профессор Московского физико-технического института (МФТИ), Московского государственного технического университета им. Н. Э. Баумана (МГТУ) и Российского университета дружбы народов (РУДН). Автор ряда курсов, читавшихся в Московском государственном университете им. М. В. Ломоносова (МГУ) и Российской академии народного хозяйства и государственной службы при Президенте Российской Федерации (РАНХиГС). Член редакционной коллегии журналов «Информационные технологии и вычислительные системы», «Известия вузов. Прикладная нелинейная динамика», «Информационные войны», «Экономические стратегии», «Рефлексивные процессы и управление» и альманаха «История и Математика». Председатель редакционной коллегии серии книг «Синергетика: от прошлого к будущему» издательства «УРСС», в которой вышло более 100 работ на русском, английском и испанском языках. Председатель редакционной коллегии серии книг «Будущая России» издательства «УРСС», в которой вышло около 30 книг. Лауреат премии Ленинского комсомола в области науки и техники (1985), премии Правительства Российской Федерации в области образования (2002), Макариевской премии в номинации «Научные исследования в области естественных и точных наук, имеющие высокое общественное и гражданское значение» (2018). Создатель (вместе с академиком Ю. Д. Третьяковым и С. В. Кушнарёвым) и ныне вице-президент Нанотехнологического общества России (ntsr.info). Один из основоположников математической истории. Является экспертом и членом «Изборского клуба».

## Образование
Окончил Уфимскую среднюю школу № 62 (1973), физический факультет МГУ им. М. В. Ломоносова (1979, кафедра математики, с отличием) и аспирантуру ИПМ АН СССР (1982, с защитой кандидатской диссертации).
Доктор физико-математических наук (1990).

## Области научных интересов и основные научные достижения
- Прикладная математика,
- математическое моделирование нелинейных процессов,
- нелинейная динамика,
- компьютерный анализ и прогноз поведения сложных систем,
- методы анализа данных,
- математическое моделирование исторических процессов, клиодинамика.

Автор более 800 научных работ.
Первые работы Г. Г. Малинецкого в ИПМ им. М. В. Келдыша РАН в 1977—1982 гг. были связаны с анализом нестационарных диссипативных структур, развивающихся в режиме с обострением, в нелинейных системах типа реакция-диффузия. Г. Г. Малинецким был исследован широкий круг проблем лазерной термохимии и теории СВЧ-пробоя. Выделен класс задач, в которых на развитой стадии могут возникать пространственно локализованные диссипативные структуры. Построенная теория позволила обнаружить предсказанные эффекты при воздействии лазерного излучения небольшой мощности на поверхность металлов.
В 1989—1994 гг. им были получены принципиальные результаты в области прогноза поведения сложных систем. Были разработаны эффективные вычислительные алгоритмы оценки количественных характеристик динамического хаоса по временному ряду наблюдений, широко применяемые в настоящее время. Эти методы были эффективно использованы при решении ряда задач геофизики, гидродинамики, медицинской диагностики. Был предложен ряд новых подходов к прогнозу редких катастрофических событий. В частности, были разработаны новые модели теории самоорганизованной критичности и распознающие нейронные сети с хаотическим поведением элементов. Применение последних резко снижает возможность ложного распознавания образов и вероятность эффекта «ложной памяти».
В 1993—2003 гг. под его руководством выполнен ряд принципиальных работ по моделированию и прогнозу развития высшей школы. Им были предложены новые классы математических моделей — динамические системы с «джокерами» и нейронные сети с переменной структурой связей, которые оказались эффективными при анализе ряда проблем теории риска, математической психологии, большого класса социальных процессов.
В 2003—2009 гг. под руководством Г. Г. Малинецкого и при его непосредственном участии был предложен ряд компьютерных моделей для анализа, прогноза и мониторинга инновационных процессов в экономике России. В этот период активно развивались методы и подходы, связанные с «Национальной системой научного мониторинга опасных явлений и процессов в природной, техногенной и социальной сферах». Отдельные части этой системы были успешно реализованы в ряде федеральных министерств.
В 2009—2014 гг. Г. Г. Малинецким и его коллегами развивалась концепция когнитивных центров — нового поколения систем, позволяющих поддерживать выработку и реализацию управленческих решений на разных уровнях. Эти системы, в отличие от ситуационных центров, включают в себя набор математических моделей объектов управления, методы анализа больших данных, позволяющие предвидеть кризисные ситуации, а также инструменты, помогающие эффективно использовать экспертное знание. В это время им также проводились исследования образовательных систем. Их результатом стал анализ причин неэффективности Единого государственного экзамена (ЕГЭ), перехода к болонской системе и ранней специализации в средней школе. Был предложен ряд альтернатив, получивших высокую оценку научного и педагогического сообщества.
С 2014 по 2019 гг. Г. Г. Малинецким и его коллегами большое внимание уделялось технологиям проектирования будущего и стратегическому управлению. Совместно с В. В. Ивановым была выдвинута теория гуманитарно-технологической революции, которая является более подходящей альтернативой для России, чем проект, выдвинутый Давосским экономическим форумом и его основателем Клаусом Швабом («Четвёртая промышленная революция»). В это время активно изучались многоагентные системы с элементами искусственного интеллекта и их приложения в разных областях. В это время Г. Г. Малинецкий участвовал в разработке ряда инновационных проектов нового поколения — вакуумного магнито-левитационного транспорта, нового поколения гражданских подводных судов для освоения Северного морского пути, а также ветровой энергетики, учитывающих особенности географического и экономического положения России. Большое внимание с 2017 года уделялось проблемам развития компьютерной реальности, проектированию будущего в этом контексте, анализу наиболее перспективных путей построения цифровой экономики и связанных с этим рисков. С 2017 года Г. Г. Малинецкий стал инициатором ряда совместных проектов с учёными Республики Беларусь и проведения ряда российско-белорусских конференций по этой проблематике, в частности, «Проектирование будущего. Проблемы цифровой реальности». В этот период также был выполнен ряд междисциплинарных исследований, связанных с философией синергетики, с применением её методов в социологии, экономике, культурологии и военном деле.

## Основные работы
Монографии
- Капица С. П., Курдюмов С. П., Малинецкий Г. Г. Синергетика и прогнозы будущего. Изд. 4, испр. и доп. — М.: УРСС, 2019. (Синергетика: от прошлого к будущему. № 3.)
- Проектирование будущего. Проблемы цифровой реальности (7-8 февраля 2019 г., г. Москва) / Под ред. Г. Г. Малинецкого — М.: ИПМ им. М. В. Келдыша, 2019. — 300 с.
- Малинецкий Г. Г. Чтоб сказку сделать былью…: Высокие технологии — путь России в будущее. — М.: УРСС, 2019. — 224 с. (Синергетика: от прошлого к будущему. № 58. Будущая Россия. № 17.)
- Контуры цифровой реальности. Гуманитарно-технологическая революция и выбор будущего / Под ред. В. В. Иванова, Г. Г. Малинецкого, С. Н. Сиренко — М.: ЛЕНАНД, УРСС, 2018. — 344 с. (Будущая Россия. № 28.)
- Малинецкий Г. Г. Задачи по курсу нелинейной динамики. — М.: УРСС, 2018. — 136 с. (Синергетика: от прошлого к будущему. № 82. НАУКУ — ВСЕМ! Шедевры научно-популярной литературы (физика))
- Иванов В. В., Малинецкий Г. Г. Россия: XXI век. Стратегия прорыва. Технологии. Образование. Наука — М.: УРСС, 2018. — 304 с. (Будущая Россия. № 26.)
- Малинецкий Г. Г. Математические основы синергетики: Хаос. Структуры. Вычислительный эксперимент. 8-е изд. — М.: УРСС, 2017. — 312 с. (Синергетика: от прошлого к будущему. № 2.)
- Малинецкий Г. Г., Потапов А. Б. Нелинейная динамика и хаос: Основные понятия — М.: УРСС, 2018. — 240 с. (Синергетика: от прошлого к будущему. № 27.)
- Малинецкий Г. Г., Потапов А. Б., Подлазов А. В. Нелинейная динамика: подходы, результаты, надежды. — М.: УРСС, 2016. — 280 с. (Синергетика: от прошлого к будущему. № 28.)
- Аладьин В., Ковалёв В., Малков С., Малинецкий Г. Помни войну. Аналитический доклад российскому интеллектуальному клубу. М., 2016, — 480 с. (Исследования русской цивилизации.)
- Будущее прикладной математики. Лекции для молодых исследователей. Поиски и открытия / Под ред. Г. Г. Малинецкого — М.: Книжный дом «ЛИБРОКОМ», 2009. — 640 с.
- Будущее прикладной математики. Лекции для молодых исследователей. От идей к технологиям / Под ред. Г. Г. Малинецкого — М.: КомКнига, 2008. — 512 с.
- Ахромеева Т. С., Курдюмов С. П., Малинецкий Г. Г., Самарский А. А. Структуры и хаос в нелинейных средах. — М.: Физматлит, 2007, — 488 с.
- Новое в синергетике. Новая реальность. Новые проблемы. Новое поколение / Под ред. Г. Г. Малинецкого. — М.: Наука, 2007. — 384 с.
- Будущее прикладной математики. Лекции для молодых исследователей / Под ред. Г. Г. Малинецкого — М.: Едиториал УРСС, 2005. — 512 с.
- Новое в синергетике. Взгляд в третье тысячелетие / Под ред. Г. Г. Малинецкого, С. П. Курдюмова. М.: Наука, 2002. — 480 с.
- Управление риском. Риск, устойчивое развитие, синергетика. — М.: Наука, 2000.
- Прогноз и моделирование кризисов и мировой динамики / Ред. А. А. Акаев, А. В. Коротаев, Г. Г. Малинецкий. М.: ЛКИ/URSS.

Статьи
- Математическое моделирование исторических процессов // История и Математика. М.: ЛКИ, 2008. ISBN 978-5-382-00950-6 (в соавт.).
- Теоретическая история и математика // История и Математика: Макроисторическая динамика общества и государства. / Ред. Коротаев А. В., Малков С. Ю., Гринин Л. Е. — М.: КомКнига/УРСС, 2007. С. 7—20. ISBN 978-5-484-01009-7.
- Искус математической истории.
- «Национальное достояние в опасности».
- Сложность, нестабильность и судьба России
- Новый облик нелинейной динамики, pdf
- Малинецкий Г. Г. Идеи академика Н. Н. Моисеева и государственное управление России в XXI веке // доклад на конф. «Российская цивилизация в эпоху глобализации» в Российской академии народного хозяйства и государственной службы при Президенте РФ 01.03.2011

## Награды и премии
- 2002 — Премия правительства РФ в области образования (совм. с проф. РТХУ Кольцовой Э.М., Гордеевым Л. С., Третьяковым Ю.Д., Курдюмовым С. П., Капицей С.П.)  - за работу "Научно-практические разработки в области образования по синергетике, нелинейной динамике и термодинамике необратимых процессов, динамическому хаосу в химической технологии, химии и физике"[4]